# Utricularia macrocheilos
Utricularia macrocheilos — вид рослин із родини пухирникових (Lentibulariaceae).

## Біоморфологічна характеристика
Це м'ясоїдна трав'яниста рослина заввишки до 20 см, з пастками 1.5 мм у довжину, прямовисним суцвіттям з великими жовтими квітками і маленькою коробочкою.
Період цвітіння: липень – лютий.

## Середовище проживання
Вид зростає в Гвінеї та Сьєрра-Леоне. У Сьєрра-Леоне трапляється в Північних і Східних провінціях.
Росте на вологих скелях, у протоках на схилах пагорбів або гір, а також у вологих болотистих місцевостях на лугах з пісковика; на висотах 325–2100 метрів.

## Використання
У Сьєрра-Леоне загрозами є розширення землеробства, пожеж і випасу худоби. У Гвінеї загрозами є випасання худоби, видобуток корисних копалин, кар'єри та розширення сільського господарства.